# 시드니 영화제

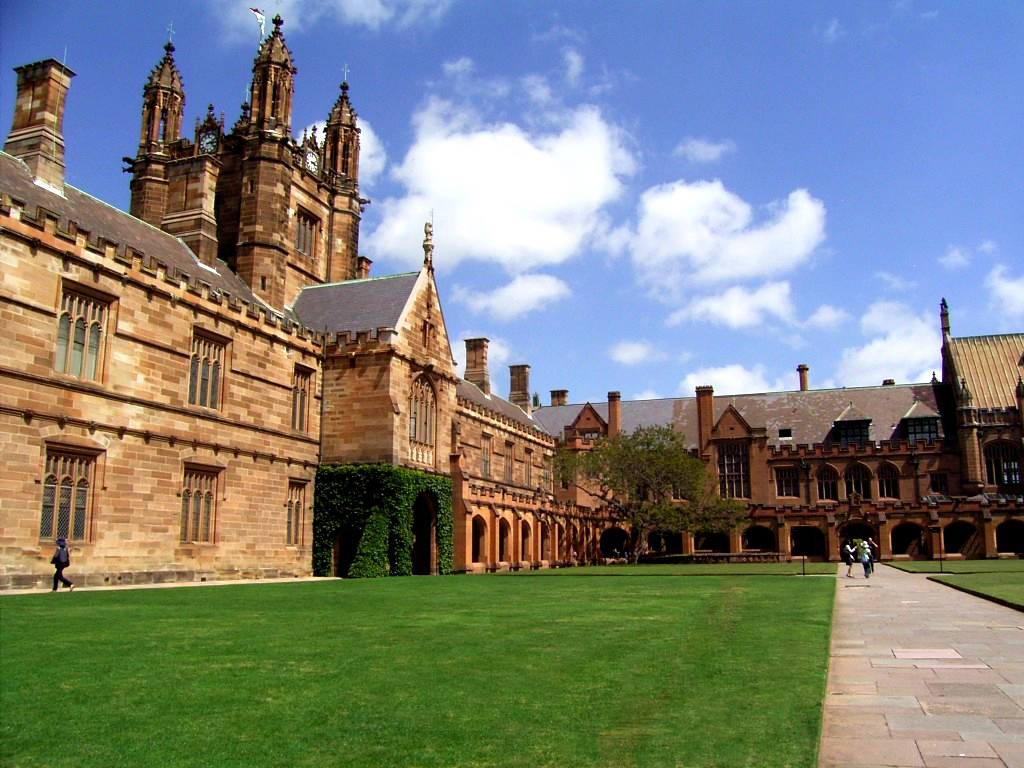

시드니 영화제(영어: Sydney Film Festival)는 오스트레일리아 시드니에서 매년 6월에 열리는 영화제이다.